# Christoph Bieler
Christoph Bieler (Hall in Tirol, 28 ottobre 1977) è un ex combinatista nordico austriaco.

## Biografia
Christoph Bieler ottiene il primo risultato di rilievo il 7 febbraio 1996 sulle nevi di Hinterzarten vincendo un'individuale Gundersen valida ai fini della Coppa del Mondo B. Nella stessa specialità il 14 gennaio 1997 in Val di Fiemme esordisce in Coppa del Mondo piazzandosi quarto nella gara vinta dal finlandese Samppa Lajunen. Nello stesso anno partecipa ai Mondiali juniores disputati a Canmore, aggiudicandosi il bronzo nella gara a squadre.
Il primo successo in Coppa, insieme ai compagni di squadra Michael Gruber e Felix Gottwald, giunge il 16 marzo 2000 nella partenza in linea a squadre tenutasi a Santa Caterina di Valfurva/Sankt Moritz. Due anni dopo partecipa ai XIX Giochi olimpici invernali di Salt Lake City 2002, conquistando il bronzo nella gara a squadre K90/staffetta 4x5 km, mentre nel 2003 è presente ai Mondiali della Val di Fiemme, dove sale sul gradino più alto del podio, sempre nella gara a squadre. Nell'edizione successiva del 2005 a Oberstdorf, invece, si aggiudica la medaglia di bronzo nella medesima disciplina.
Convocato per i XX Giochi olimpici invernali di Torino 2006, raggiunge l'apice della carriera aggiungendo al suo palmarès l'oro nella competizione a squadre KS134/staffetta 4x5 km. Nel dicembre dello stesso anno ottiene il primo successo individuale in Coppa del Mondo, nella sprint svoltasi a Lillehammer, e al termine della stagione conquista il miglior piazzamento in classifica generale: 4º. Ai XXII Giochi olimpici invernali di  Soči 2014 si classifica 11º nel trampolino normale, 17º nel trampolino lungo e 3º nella gara a squadre. Ai Mondiali di Falun 2015 si è piazzato 19º nel trampolino lungo.

## Palmarès

### Olimpiadi
- 3 medaglie:
  - 1 oro (gara a squadre a Torino 2006)
  - 2 bronzi (gara a squadre a Salt Lake City 2002; gara a squadre a Soči 2014)

### Mondiali
- 2 medaglie:
  - 1 oro (gara a squadre a Val di Fiemme 2003)
  - 1 bronzo (gara a squadre a Obertsdorf 2005)

### Mondiali juniores
- 1 medaglia:
  - 1 bronzo (gara a squadra a Canmore 1997)

### Coppa del Mondo
- Miglior piazzamento in classifica generale: 4º nel 2007
- 20 podi (17 individuali, 3 a squadre):
  - 7 vittorie (6 individuali, 1 a squadre)
  - 3 secondi posti (individuali)
  - 10 terzi posti (8 individuali, 2 a squadre)

### Coppa del mondo - vittorie
| Data             | Località                             | Nazione         | Trampolino                  | Spec.                                                |
| ---------------- | ------------------------------------ | --------------- | --------------------------- | ---------------------------------------------------- |
| 16 marzo 2000    | Sankt Moritz Santa Caterina Valfurva | Svizzera Italia | Olympiaschanze K94          | T MS NH/3x5 km (con Michael Gruber e Felix Gottwald) |
| 3 dicembre 2006  | Lillehammer                          | Norvegia        | Lysgårdsbakken HS138        | SP LH/7,5 km                                         |
| 16 dicembre 2006 | Ramsau am Dachstein                  | Austria         | W90-Mattensprunganlage HS98 | MS NH/10 km                                          |
| 13 gennaio 2007  | Val di Fiemme                        | Italia          | Giuseppe Dal Ben HS106      | MS NH/10 km                                          |
| 9 dicembre 2007  | Trondheim                            | Norvegia        | Granåsen HS131              | SP LH/7,5 km                                         |
| 26 gennaio 2008  | Seefeld in Tirol                     | Austria         | Toni Seelos HS100           | SP NH/7,5 km                                         |
| 10 febbraio 2013 | Almaty                               | Kazakistan      | Gorney Gigant HS140         | IN LH/10 km                                          |

Legenda:

SP = sprint

MS = partenza in linea

IN = individuale Gundersen

T = gara a squadre

NH = trampolino normale

LH = trampolino lungo

### Campionati austriaci
- 21 medaglie[1]:
  - 6 ori (sprint nel 1998; K90 nel 2004; individuale nel 2007; partenza in linea nel 2009; trampolino normale, trampolino lungo nel 2014)
  - 6 argenti (individuale nel 1999; individuale nel 2000; sprint nel 2001; individuale nel 2006; sprint nel 2007; partenza in linea nel 2008)
  - 9 bronzi (individuale nel 2002; sprint nel 2004; sprint, individuale nel 2005; sprint nel 2006; sprint nel 2008; trampolino normale nel 2010; HS94 skiroll, HS140 skiroll nel 2011)